# Дрештет
Дрештет (њем. Drestedt) општина је у њемачкој савезној држави Доња Саксонија. Једно је од 42 општинска средишта округа Харбург. Према процјени из 2010. у општини је живјело 791 становника. Посједује регионалну шифру (AGS) 3353008.

## Географски и демографски подаци
Дрештет се налази у савезној држави Доња Саксонија у округу Харбург. Општина се налази на надморској висини од 58 метара. Површина општине износи 5,7 km². У самом мјесту је, према процјени из 2010. године, живјело 791 становника. Просјечна густина становништва износи 139 становника/km².